# Stary Klukom (stacja kolejowa)
Stary Klukom – przystanek osobowy w Starym Klukomiu, w województwie zachodniopomorskim.

## Ruch pasażerski
| Rok  | Wymiana pasażerska na dobę |
| ---- | -------------------------- |
| 2017 | 10-19                      |
| 2022 | 10-19                      |

Stacja funkcjonowała do dnia 29 września 2020, kiedy to o godzinie 16:20 wyłączone zostały przekaźnikowe urządzenia sterowania ruchem kolejowym, a wskutek przebudowy linii kolejowej nr 351 stację przemianowano na przystanek osobowy, a nastawnię wyburzono.